# 중국북방항공
중국북방항공(중국어 정체자: 中国北方航空)은 중화인민공화국의 항공사로 1990년 중국민용항공국의 시안 관리국을 다음으로 설립되었다. 중국 공산당의 항공 회사의 간소화 정책에 의해 2002년에 중국남방항공에 합병되었다.

## 역사
중화인민공화국 항공 당국의 정책에 따라 1990년 중국민용항공국(CAAC)의 시안 관리국을 다음으로 설립되었다. 주로 에어버스와 맥도넬더글러스사의 여객기를 운항하고 중국 동북부를 연결하는 노선이 중심이지만 대한민국과 일본에 노선도 있었다.
중국 공산당 정부의 항공 회사 간소화 정책에 의해 2002년 중국 주위안 항공과 함께 중국남방항공에 합병되어 중국남방항공 북방 분사가 되었다.
또한 현재에도 중국남방항공 HP는 한때 중국북방항공에서 북방 분사가 존속하고 있으며, 편명은 통일 되었지만 그룹의 사업부 또는 자회사로 존속하고 있다.

## 사건 및 사고
- 중국북방항공 6136편 추락 사고

## 사진

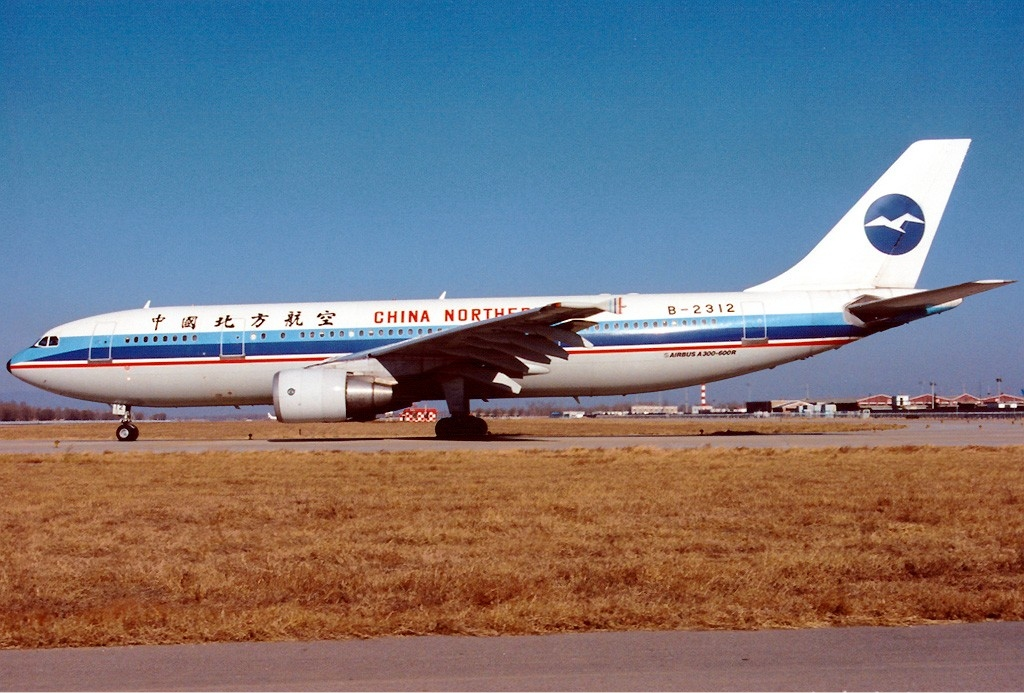
중국북방항공 소속 에어버스 A300-600R 항공기
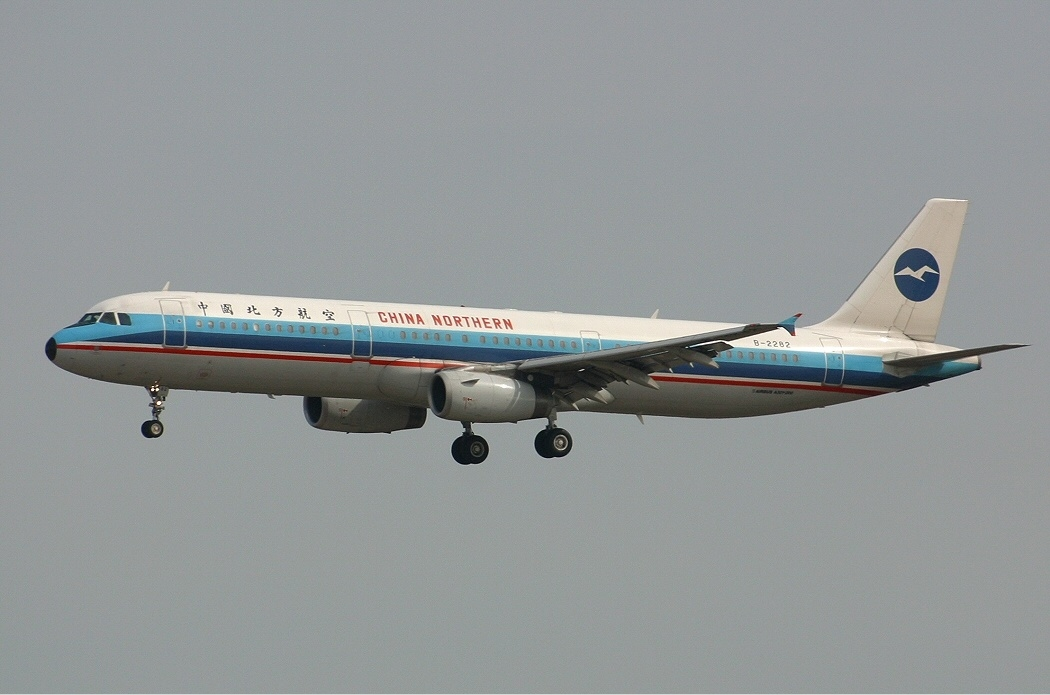
중국북방항공 소속 에어버스 A321-200 항공기